# 高境庙纪念村牌坊

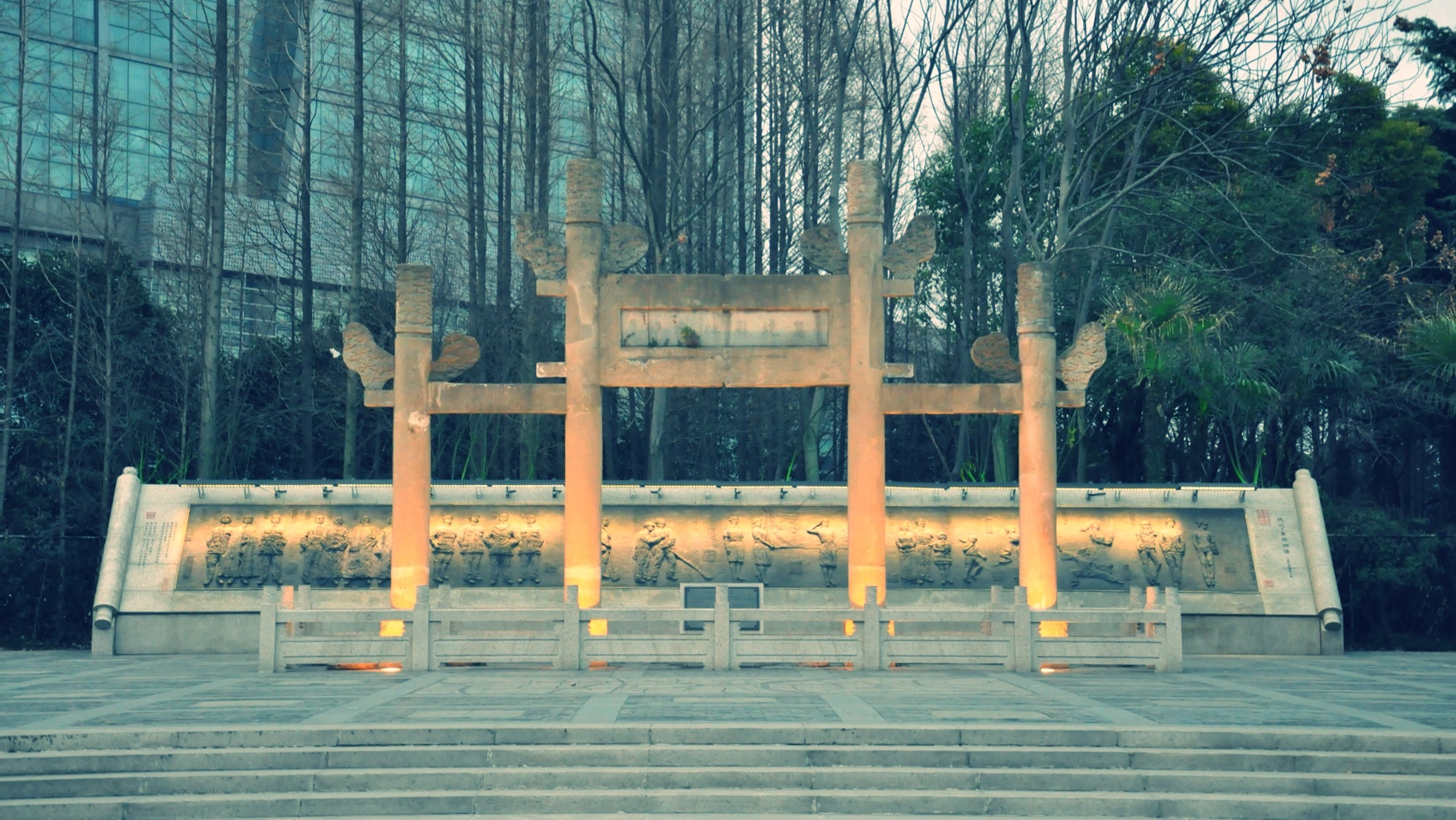
高境庙纪念村牌坊

高境庙纪念村牌坊是中華人民共和國上海市寶山區高境鎮的一個牌坊，建於民國二十一年（1932年）。原址位于逸仙路殷高西路南何線铁道旁的逸骅集贸市场内，现位于殷高西路近逸仙路高境源广场。牌坊為钢筋水泥结构，三间四柱重檐，圆柱為华表形，上方雕有祥云，黄炎培题刻的“高境庙纪念邨”坊名。牌坊前的地面上刻着歷史上的高境村的地图，牌坊后近地面处有一块大型青铜浮雕，上面镌刻了蔡廷鍇、張治中、谢晋元以及陈嘉庚、黄炎培、蔡元培、陈毅、粟裕等人物的形象。

## 歷史
1932年1月28日午夜，日军分三路進攻上海並與国民革命军第十九路军交戰，日軍攻占了淞沪铁路的天通庵站和上海北站，一二八事件爆发。當時国民革命军第十九路军指挥部駐扎於高境庙。在日军的轟炸下，高境庙一带的房屋毁坏殆尽。上海市民地方维持会分别在庙行、大场、高境、马桥等地捐建纪念村，为灾民提供住房，同时建纪念牌坊。高境庙纪念村牌坊是其中之一。
2003年11月20日，高境庙纪念村牌坊被公布为宝山区登记不可移动文物。2011年11月，寶山區當局將高境庙纪念村牌坊从逸仙路殷高西路交叉口西南侧逸骅集贸市场内整体迁移至高境源广场上。